# Per Johannes
Per Johannes, född 13 augusti 1896 i Leksands församling, Kopparbergs län, död 26 juni 1982, var en svensk folkskollärare och skriftställare.
Johannes, som var son till lantbrukare Smeds Erik Nilsson och Brita Persdotter, avlade folkskollärarexamen i Strängnäs 1919 samt var folkskollärare i Leksand 1919–1938 och i Uppsala 1938–1960. Han var riksstudieledare i NTO 1927–1931, stiftare av Svenska familjevärnet 1941, innehade olika kommunala uppdrag och var nämndeman. han var även verksam som folklivsforskare, hembygdsvårdare och amatörskådespelare (bland annat Jeremias i Himlaspelet). Han skrev även skådespel för radioteatern och diverse läroböcker. Johannes var ledamot av Gustav Adolfs Akademien och hedersledamot av Västmanlands-Dala nation vid Uppsala universitet.